# Andrey Volkov
Pour les articles homonymes, voir Volkov.
Andrey Valerevitch Volkov (en russe : Андрей Валерьевич Волков), né le 22 mai 1986 à Tchoussovoï est un skieur acrobatique spécialisé dans les bosses. Son frère Sergey Volkov est également un skieur acrobatique de haut niveau.
Il a participé aux Jeux olympiques en 2010 à Vancouver où il a fini 25e de l'épreuve des bosses et 2014 à Sotchi, terminant dix-septième.
En Championnat du monde, son meilleur résultat est à ce jour une neuvième place aux bosses en parallèle lors des Mondiaux 2009.
Enfin, il compte un podium en Coupe du monde obtenu en février 2012 à Deer Valley.